# Matti Suuronen
Matti Suuronen (14 tháng 6, 1933 – 16 tháng 4, 2013) là một kiến trúc sư người Phần Lan nổi tiếng với việc sản xuất ra các ngôi nhà Futuro và Venturo.

## Thiếu thời
Matti Suuronen sinh tại Lammi vào ngày 14 tháng 6 năm 1933. Ông tốt nghiệp Đại học Công nghệ Helsinki năm 1961.

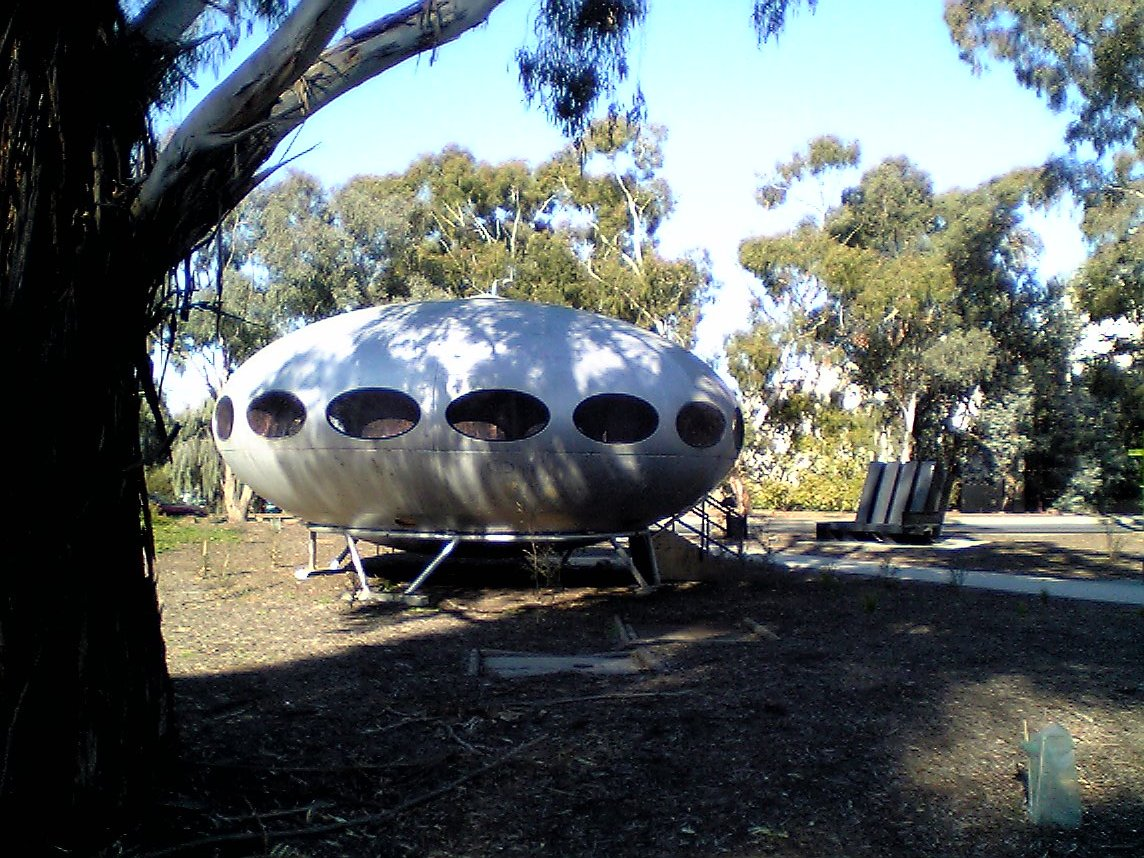
Futuro tại Đại học Canberra

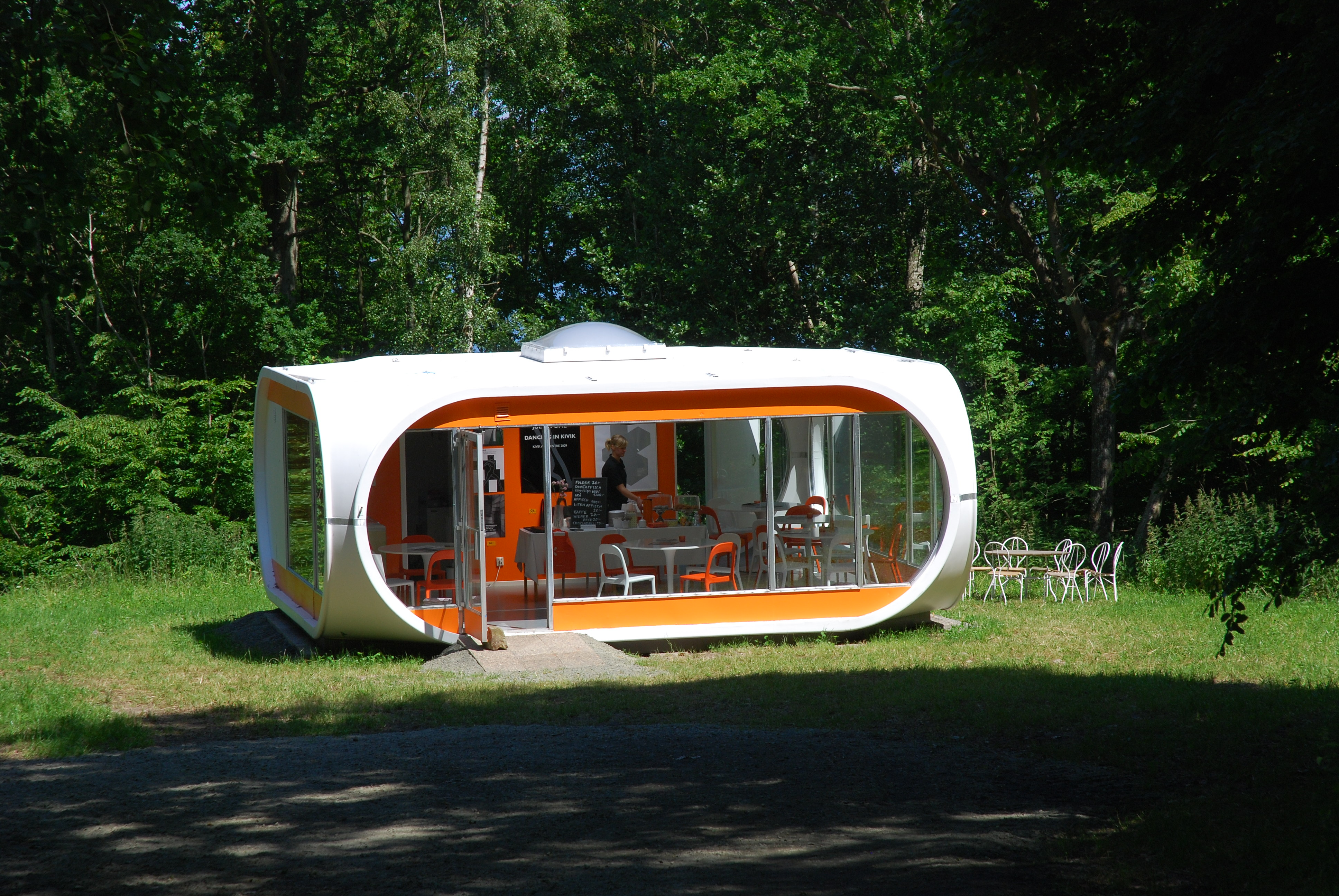
Nhà Venturo, Trung tâm Nghệ thuật Kivik, Kivik, Thụy Điển

## Sự nghiệp
Suuronen đã thành lập công ty riêng của mình gọi là Casa Finlandia ở Espoo tại West End, với 12 nhân viên ở quy mô lớn nhất. Ông thiết kế các trạm xăng, ki-ốt, nhà ở biệt lập và nhà liên kế cũng như các tòa nhà công cộng.
Suuronen trở nên nổi tiếng thế giới về việc thiết kế các tòa nhà sử dụng nhựa gia cố, đặc biệt là những ngôi nhà Futuro và Venturo. Suuronen đã sử dụng các vật liệu mới như nhựa polyester, sợi thủy tinh và cửa sổ acrylic để sử dụng trong các công trình dân dụng. Một yếu tố quan trọng trong thiết kế của ông là tạo ra các thành phần đúc sẵn sau này sẽ được lắp ráp thành các cấu trúc hoàn chỉnh.
Các nhà phê bình kỹ thuật đã lưu ý rằng một số công trình đầu tiên này, chẳng hạn như thiết kế trạm xăng đầy tính sáng tạo của Suuronen nằm gần Lempäälä, hay bị các vấn đề hiệu suất lâu dài do những hạn chế về vật liệu của loại composite ban đầu.
Thiết kế dạng đĩa bay mang tính biểu tượng của Futuro được phát triển vào cuối những năm 1960. Trong khi hình dạng của Futuro có liên quan đến tính thẩm mỹ của khoa học viễn tưởng, nó vẫn mang giá trị như một sự mò mẫm ban đầu đáng kể về việc sử dụng nhựa trong nhà tiền chế.
Suuronen cũng thiết kế silo lưu trữ thóc lúa, nhà kho và quy hoạch thị trấn.

## Đời tư
Suuronen kết hôn với nghệ sĩ dương cầm Sirkku Suuronen và cả hai có với nhau ba đứa con. Suuronen qua đời sau một thời gian dài mắc bệnh ở Espoo, Phần Lan vào ngày 16 tháng 4 năm 2013, hưởng thọ 79 tuổi.

## Di sản
Các thiết kế của Suuronen đã được đem ra ứng dụng trên toàn thế giới, bao gồm các địa điểm như Bảo tàng Centraal ở Utrecht.